# Смирнов, Вячеслав Анатольевич
Вячеслав Анатольевич Смирнов (род. 17 марта 1968 года) — российский поэт, прозаик, драматург, театральный критик, издатель, фотограф.

## Биография
Родился в селе Лукьяновка Омской области Одесского района. В 1975 году семья Смирновых
переехала в Тольятти. Стихи начал писать с раннего детства, с 3-х лет. Отслужил в рядах Советской Армии в Белорусском военном округе
в 1986—1988 годах связистом.
В 1985 году осуществил свой первый издательский проект, выпустил книгу песен харьковского автора Владимира Васильева. В 1990 году впервые опубликовал свои
стихи в журнале «Аврора», № 7. В 1992 году принял участие в первом Международном конкурсе поэзии «Глагол», состоявшимся по
инициативе Министерства культуры Российской Федерации и Государственного Российского Дома народного творчества, по итогам конкурса в 1993 году издан
коллективный сборник.
В 1992 году вступил в ряды Тольяттинской писательской организации. В 1994 году основал Литературное агентство Вячеслава Смирнова, издал около 500 книг
преимущественно тольяттинских авторов.
В 1998 году был принят в Союз российских писателей. Годом позже окончил
Литературный институт имени А. М. Горького (поступил туда в 1993 году).
В 1999 году вступил в Союз писателей России. В этом же году учредил и стал редактором и издателем литературного альманаха
«Майские чтения». В разные годы в альманахе
публиковались — Жан-Люк Лагарс, Елена Гремина, Михаил Угаров,
Вадим Леванов, Ксения Драгунская,
Максим Курочкин, Геннадий Айги, Тимур Кибиров,
Дмитрий Пригов, Лев Рубинштейн,
Нина Искренко, Генрих Сапгир, Нина Садур,
Василий Аксёнов, Всеволод Некрасов и другие.
В 2000 году основал тольяттинский литературный журнала «Город»,
стал его издателем и соредактором, редактор Владимир Мисюк. На страницах журнала публиковались — Вячеслав и
Михаил Дурненковы, Юрий Клавдиев, Юрий Панюшкин, Игорь Мельников, Валерий Шемякин,
Борис Скотневский и другие. В том же году принял
участие в 67-м Всемирном Конгрессе Международного ПЕН-клуба «Свобода критики. Критика свободы» (г. Москва).
В 2000 году стал лауреатом VI артиады народов России (Национальный артийский комитет России при Госдуме РФ) в номинациях —
Литература, Молодёжная лига, Гильдия профессионалов — за составление и редактирование «Антологии тольяттинской литературы» (Тольятти, 2000, Союз
российских писателей).
В 2006 году был принят в Творческий союз художников «Солярис», специализация — художественная фотография.
Фотографией занимается с 1985 года, в 1986 году окончил тольяттинское среднее профессионально-техническое училище № 59
по специальности — фотограф.
Участник многочисленных фото- и художественных выставок. С 2009 года член Художественного совета Тольяттинского художественного музея.
С 2013 года стал заведующим литературно-драматической частью Молодёжного драматического театра Тольятти.
В 2017 году вошел в лонг-лист конкурса драматургии «Ремарка» (пьеса «Действующие лица»).
С 2017 года входит в Ассоциацию театральных критиков.
Был победителем в номинации «Искусство» за цикл публикаций под рубрикой «Театр» Х конкурса на лучшую журналистскую работу по теме «Культура и искусство городского
округа Тольятти — 2009» имени О. В. Березий. В 2019 году — победитель конкурса журналистов за лучший обзор Х театрального фестиваля «Премьера одной репетиции» (г. Тольятти).
Публиковался в газетах — «Литературная Россия», «Тольяттинское обозрение», «Площадь Свободы», «Тольятти сегодня», «Хроника»,
«Хронограф», «Репортер», «Молодецкий курган», «Свежая газета. Культура», в
журналах — «Аврора», «Кастальский ключ», «Майские чтения», «Город», «Паровозъ» и другие.
Является издателем и популяризатором творчества драматурга Вадима Леванова. Издал всё его наследие. Также совместно с Валерием Трубиным издал книгу воспоминаний о Вадиме Леванове. Благодаря инициативе Вячеслава Смирнова в 2019 году площадь, прилегающая к Молодёжному драматическому театру, получила имя Вадима Леванова, официально — сквер Вадима Леванова.
Летом 2022 года издан двухтомник Вячеслава Смирнова «Театры Тольятти», в котором собраны авторские рецензии, интервью, репортажи, 
очерки, посвященные тольяттинским театрам в период с 1992 по 2022 годы.

## Оценка творчества
Мы попали на литературную кухню (может, это такой постмодернистский жест?). Вкусно ли читателю? Частями — да, местами прекрасный абсурд, местами чернуха как она есть. Вообще по прочтении этой книги я поняла, кто лично для меня самый «чёрный» литератор города Тольятти. Говорят, в 90-е годы Тольятти лидировал по количеству убийств и самоубийств. Судя по занятным историям, автор впитал ту атмосферу и мастерски её передал. В каждой второй истории кто-то пьёт или уже выпил, в каждой третьей кто-то кого-то «мочит», остаётся порадоваться, что сам автор выжил в те дикие годы и сейчас жив-здоров. — Виктория Сушко, старший научный сотрудник Музея истории ГУЛАГа.